# أركيدونات 5-أكسيجيناز شحمية
أركيدونات 5-أكسيجيناز شحمية (بالإنجليزية: Arachidonate 5-lipoxygenase)‏ ويعرف أيضًا بتسميات عديدة مثل ALOX5 أو  5-ليبوأكسيجيناز أو 5-LOX أو 5-LO، ويمكن تعريفه على أنه إنزيم (EC 1.13.11.34) يتواجد في البشر ويحتوي الحديد لكن من دون صباغ الهيم الذي يمنح اللون الأحمر للدم، ويتم تشفيره بواسطة جين ALOX5 في الإنسان. ينتمي أركيدونات 5-أكسيجيناز إلى عائلة أنزيمات الليبوأكسيجيناز، ويعمل على تحويل ركائز الأحماض الدهنية الأساسية (EFA) إلى اللوكوترايينات، إضافة إلى دوره في إنتاج منتجات نشطة بيولوجيًا أخرى. في الوقت الحالي يتم استهداف ALOX5 لاستخدامه في الأدوية المصنعة صيدلانياً لعلاج العديد من الأمراض.

## الجين
يشغل جين ALOX5 71.9 ثنائي كيلو قاعدة (kb) على كروموسوم 10 (جميع جزيئات ليبوكسجين الأخرى في الإنسان مجمعة معًا على كروموسوم 17)، ويتكون من 14 إكسون مقسوماً على 13 إنترون ترمز إلى بروتين ALOX5 المكتمل من 78 وحدة كتل ذرية (kD)  والذي يتكون من 673 من الأحماض الأمينية. تحتوي منطقة محفز الجين ALOX5 على 8 صناديق GC ولكنها تفتقر إلى صناديق TATA أو CAT، وبالتالي فإنها تشبه محفزات الجين في الجينات المتراكمة النموذجية. إنّ 5 من أصل  صناديق GC الثمانية مرتبة واحدة تلو الأخرى، وهي كذلك معرفة من قبل عوامل النسخ Sp1 و Egr-1. يظهر موقع ربط Sp1 جديد بالقرب من موقع بدء النسخ الرئيسي (الموضع - 65)، وقد تكون المنطقة الحيوية الغنية بـ GC والتي تضم مواقع Sp1/Egr-1 ذات أهمية لنشاط محفز 5-LO الأساسي.

## التعبيرات الإصطلاحية
يتم التعبير عن ALOX5 بالخلايا المساهمة بشكل أساسي في تنظيم الالتهابات والحساسية وغيرها من الاستجابات المناعية مثل: الخلايا الحبيبية المتعادلة والخلايا الحمضية والخلية القاعدية والخلية الوحيدة والخلايا البلعمية الكبيرة والخلية البدينة والخلايا ذات الزوائد والخلية اللمفية البائية، في حين تمثل الصفائح الدموية والخلايا التائية وخلايا الدم الحمراء عكس ALOX5. تمثل خلايا لانغرهانس في البشرة ALOX5 بشكل كبير، بينما تمثل الخلية الليفية اليافعة والعضلات الملساء والبطانة الغشائية أدنى مستويات ALOX5.
يكون ALOX5 في أعلى مستويات تنظيمه أثناء قرب اكتمال خلايا الدم البيضاء وفي الخلايا الحبيبية المتعادلة المعالجة بواسطة عامل تحفيز مستعمرات الخلايا المحببة الأكولة والتي يتم تحفيزها لاحقاً بالعوامل الفسيولوجية.
يستخدم مصطلح LOX5 الشاذ للتعبير عن الحالات التي تظهر بها أنواع مختلفة من الأورام السرطانية التي تصيب الجسم البشري الحي، بالإضافة إلى الأنواع المختلفة من سلاسل الخلايا السرطانية البشرية  التي تظهر في تحاليل المختبرات. تشمل هذه الأورام وسلاسل الخلايا تلك الخاصة والمتواجدة  بالبنكرياس والبروستات والقولون. تعمل منتجات ALOX5 وخاصة ما يتم إنتاجه من أسيد 5-hydroxyeicosatetraenoic وأسيد 5-oxo-eicosatetraenoic. تعمل منتجات ALOX5 على تعزيز تكاثر سلاسل خلايا الأورام الشاذة المرتبطة بـ ALOX5 مما يوحي بأنه يؤدي دور عامل مضر يعمل معها ولصالح امتداد الأورام الأصلية.
أظهرت الدراسات التي أجريت على الخلايا البشرية المستزرعة أن هنالك عدداُ كبيراً من المتغيرات المترابطة الخاصة بالحمض النووي الريبوزي الرسول في ALOX5 بسبب عملية الوصل المتبادل، ولم يتم تحديد الآثار الفسيولوجية و/أو المرضية لهذا بعد. ومع ذلك، فقد تناولت إحدى الدراسات أورام المخ البشري للتعبير عن ثلاث متغيرات مترابطة خاصة بالحمض النووي الريبوزي الرسول  (2.7، 3.1، 6.4 كيلو قاعدة) بالإضافة إلى الأنواع الأخرى التي يبلغ وزنها 8.6 رطل. إنّ وفرة المتغيرات المترابطة المرتبطة مع الضرر الذي تسببه هذه الاورام يشير إلى أنها تلعب دوراً في نشوئها وتطورها.

## الكيمياء الحيوية
إن ALOX5 المتواجد في الإنسان هو بروتين ذو تركيب بسيط وقابل للذوبان ويتكون من 673 حمض أميني بوزن جزيئي يبلغ 78 كيلو دالتون، ويحتوي ALOX5 في تكوينه على ما يلي:
- نطاق محفز للنهاية الكربوكسيلية لسلسلة عديد الببتيد (بقايا 126-673).
- نطاق شبيه بـ C2 للنهاية الأمينية لسلسلة عديد الببتيد والتي تحفز ارتباطه بركائز الربيطات و+Ca2 وأغشية الليبيدات المفسفرة الخلوية والبروتين الشبيه بـCoactin  (COL2) وبروتين دايسر.
- نطاق PLAT داخل النطاق الشبيه بـC2. وقياسًا على نطاقات PLAT الأخرى التي تحمل البورتيانات فإن هذا النطاق يعمل كغطاء متنقل فوق الموقع الملازم لركيزة ALOX5.
- مكان ترابط الأدينوزين ثلاثيُّ الفوسفات (ATP)، حيث يعتبر ATP مهماً للغاية بالنسبة لنشاط ALOX5 المتعلق بعملية الأيض.
- منطقة غنية بالبرولين (بقايا 566-577) ويطلق عليها أحياناً منطقة ترابط SH3، تعمل على تعزيز ارتباطها بالبروتينات عن طريق نطاقات SH3 مثل Grb2، وقد تؤدي بالتالي إلى ربط تنظيم الأنزيم بمستقبلات كاينيز التايروسين.

يمتلك الإنزيم نشاطين محفزين كما يتضح في تمثليها الغذائي لحمض الأراكيدونيك. يعمل نشاط ديوكسجيناز الخاص بـ ALOX5 على إضافة بقايا الهيدروبروبوكسيل (HO2) إلى حمض الأراكيدونيك (حمض 5Z,8Z,11Z,14Z-eicosatetraenoic) في الكربون 5 من مجموعة الدايين 1.4 (روابط 5Z,8Z المزدوجة) من أجل تشكيل حمض 5(S)-hydroperoxy-6E,8Z,11Z,14Z-eicosatetraenoic (5S-HpETE). بعد ذلك، بعد ذلك، يتم إطلاق 5S-HpETE وتحريره بواسطة الإنزيم وينخفض سريعاً بفضل غلوتاتيون بيروكسيداز الخلوي ليصل إلى الكحول المطابقة له أو حمض 5(S)-hydroxy-6E,8Z,11Z,14Z-eicosatetraenoic (5-HETE) أو يتم بدلاً عن ذلك استقلابه بواسطة الإبوكسيديز الخاص بـ ALOX5 (يسمى أيضاً LTA4 synthase) والذي يعمل على تحويل 5S-HpETE إلى إيبوكسيد خاص به وإلى حمض 5S,6S-hydroxy-6E,8Z,11Z,14Z-eicosatetraenoic (LTA4). يتم بعد ذلك تفعيل LTA4 بواسطة إنزيم منفصل قابل للذوبان وهو Leukotriene-A4 hydrolase من أجل تشكيل دي هيدروكسيل وLeukotriene B4 (حمض 5S,6Z,8E,10E,12R,14Z-eicosatetraenoic)، أو عن طريق
مخلق لوكوتريين سي4 أو جلوتاثيون أس-ت.

## التنظيم
يتواجد ALOX5 في السيتوبلازم والنواة في الخلايا، وعندما يتم تحفيز الخلية، قد يحدث في ALOX5 ما يلي:
1. قد يتفسفر على حمض السيرين 663,523 و/أو 271 بواسطة كينازات البروتين المنشط للميتوجين، كيناز S6، بروتين كيناز ألفا (PKA)، كيناز البروتين سي، Cdc2، و/أو  +Ca2/ كيناز بروتين معتمد على الكالموديولين.
2. يتحرك لربط الفوسفوليبيدات في الغشاء النووي وغشاء الشبكة الإندوبلازمية.
3. قبول الأحماض الدهنية الركيزة المقدمة إليه من قبل البروتين المنشط لليبوكسيجيناز-5 (FLAP) والمضمّن في هذه الأغشية.
4. وبالتالي، تصبح مناسبة للنشاط الأيضي العالي.[5]

تنتج هذه الأمور جنبًا إلى الزيادات في مستويات +Ca2 الخلوية والتي تعزز انتقال ALOX5 لتشكل السيتوبلازم ونواة الأغشية عن طريق تحفيز الخلايا مثل تلك الناجمة عن العوامل الكيمائية في كريات الدم البيضاء في الدم، وتعتبر الزيادة في حركة +Ca2 الخلوية وحركة ALOX5 في الأغشية وتفاعل ALOX5 مع FLAP من الأمور المهمة في عملية التنشيط الفسيولوجي للإنزيم. لا تغير فسفرات السيرين 271 و 663 من نشاط ALOX5، حيث أن فسفرة السيرين 523 (التي تتم بواسطة PKA) تعمل على تعطيل الإنزيم بشكل تام وتمنع استيطانه النووي، فالمحفزات التي تؤدي بالخلايا إلى تنشيط PKA يمكن أن تمنع النواتج الأيضية لـ ALOX5.
بالإضافة إلى تفعيله، يجب أن يكون ALOX5 قادراً على الوصول إلى ركائز الأحماض الدهنية المتعددة غير المشبعة (PUFA) الخاصة به والتي ترتبط في العادة عن طريق ارتباط إستر مع موضع sn2 في غشاء الفسفوليبيدات من أجل إنتاج منتجات نشطة بيولوجيًا، ويتم تحقيق ذلك من خلال مجموعة كبيرة من إنزيمات الفوسفوليباز A2 (PLA2). تتوسط مجموعة PLA2 الخلوية (cPLA2s) في إنزيمات (cPLA2)  على وجه الخصوص حالات عديدة من إطلاق PUFA الناجم عن التحفيز في الخلايا الالتهابية، فعلى سبيل المثال فإن العوامل الكيميائية تحفز الخلايا الحبيبية المتعادلة البشرية لزيادة +Ca2 العصاري الخلوي الذي يحفز cPLA2s ولا سيما α شكل الإسوي (cPLA2α) من اجل الانتقال من مكانه الاعتيادي في العصارة الخلوية إلى الأغشية الخلوية. يؤدي تحفيز هذا العامل الكيميائي في نفس الوقت إلى تنشيط كينازات البروتين المنشط للميتوجين (MAPK) والتي بدورها تحفز نشاط cPLA2α عن طريق فسفرتها على ser-505 (أنواع الخلايا الأخرى قد تنشطها أو غيرها من الأشكال الإسوية cPLA2 باستخدام كينازات أخرى تعمل على فسفرتها على بقايا مختلفة من السيرين). هذان الأمران يسمحان لـ cPLA2s بإطلاق PUFA المتجمع في غشاء الفسفوليبيدات إلى FLAP والذي بدوره يرسلهم إلى ALOX5 ليتم تمثيلها غذائياً.
توجد عوامل أخرى معروفة تقوم بتنظيم نشاط ALOX5 في المختبر، ولكنها لم تدمج بشكل كامل في نشاطه الفسيولوجي أثناء تحفيز الخلية. يرتبط ALOX5 ببروتين F - أكتين، وهو بروتين يشبه coactin. وفقاً للدراسات المخبرية، يعمل ترابط البروتين هذا على تثبيت ALOX5 من خلال دوره كبروتين مرافق، وبالتالي يتم منع تعطل الإنزيم من تعزيز نشاطه الاستقلابي بالاعتماد على ظروف مهيئة مثل وجود الفسفوليبيدات ومستويات +Ca2 المحيطة. يغير هذا الارتباط أيضاً المستويات النسبية للهيدروبيروكسيل مقابل  منتجات الإيبوكسايد المصنوعة من قبل ALOX5. يتسبب ارتباط ALOX5 بالأغشية بالإضافة إلى تفاعلها مع FLAP إلى قيام الإنزيم بتغير مستوياته النسبية للهيدروبيروكسيل مقابل إنتاج الإيبوكسايد، ويفضل في هذه الحالات إنتاج منتجات الإيبوكسيد. يعمل وجود أنواع محددة من الدياسيلجلسرين مثل: 1-oleoyl-2-acetylglycerol، 1-hexadecyl-2-acetyl-sn-glycerol، 1-O-hexadecyl-2-acetyl-sn-glycerol، 1,2-dioctanoyl-sn-glycerol ولكن ليس 1-steroyl-2-arachidonyl-sn-glyerol على زيادة النشاط المحفز لـ ALOX5 في المختبر.

## ركائز الأيض وأنشطة الأيض
يعمل ALOX5 على استقلاب العديد من أوميغا 3 وأوميغا 6 في PUFA إلى مجموعة واسعة من المنتجات ذات الأنشطة البيولوجية المتنوعة والمقاومة. وتوضح القائمة أدناه هذه الركائز جنباً إلى جنب مع المستقلبات الرئيسية وأنشطتها:

### حمض الأراكيدونيك
يستقلب ALOX5 حمض أوميغا 6 الدهني وحمض أراكيدونيك (5Z,8Z,11Z,15Z-eicosatrienoic)  إلى حمض 5-hydroperoxyeicosatetraenoic (-HpETE5) والذي يتم تحويله سريعاً إلى منتجات فيزيولوجية ومرضية مهمة. يحول غلوتاتيون بيروكسيداز الخلوي (GPXs) كلّي الانتشار من 5-HpETE إلى حمض 5-hydroxyeicosatetraenoic والذي بدوره يمكن أن يستقلب بواسطة هيدروكسي هيكوسانويد ديهيدروجينيز (HEDH-5) إلى حمض 5-oxo-eicosatetraenoic (5-oxo ETE). وبدلاً عن ذلك، يعمل النشاط الفعلي  لـ ALOX5 بتحويل 5-HpETE إلى الإبوكسايد 5,6 الخاص به بالإضافة إلى leukotriene A4 LTA4 والذي بدوره يتم تحويله بعد ذلك بسرعة إلى الليكوترين B4 (LTB4)  بواسطة الليكوترين-A4 هيدرولاز (LTA4H) أو إلى الليكوترين C4  (LTC4) بواسطة سينثاز LTC4. يعمل LTC4 على إخراج خلاياه الأصلية من خلال ناقل MRP1 (ABBC1)، ويتم تحويله بسرعة إلى LTD4 ومن ثم إلى LTE4 بواسطة خلية غاما-جلوتاميل ترانسفيراز المتصلة بالسطح وإنزيمات dipeptidase peptidase. في وجه آخر، قد يتفاعل ALOX5 بشكل تسلسلي مع إنزيم ليبوكسجيناز آخر (ALOX15) لاستقلاب AA إلى ليبوكسين A4 (LxA4) و LxB4. من جهة أخرى، قد تعمل  GPXs, 5-HEDH, LTA4H, LTC4S, ABCC1 وبيبتيدازات سطح الخلية بشكل مشابه على المستقلبات المشتقة من ALOX5 والخاصة بـPUFA الأخرى.
تساهم كل من  LTB4 و 5-HETE و 5-oxoETE في الاستجابة المناعية الفطرية عن طريق العوامل الكيميائية المرتبطة بكريات الدم البيضاء، وتعمل على حشد وتنشيط الخلايا الحبيبية المتعادلة الدموية المنتشرة والخلايا الأحادية إلى مواقع الغزو الميكروبي والأنسجة المصابة والأجسام الغريبة، وعند إنتاجها بكميات زائدة فإنها تسهم في مجموعة واسعة من من الاستجابات الالتهابية المرضية. يعتبر 5-Oxo-ETE عامل كيميائي فعال ومحفز ومنشط للخلايا الحمضية، وبالتالي فإنه يسهم في ردات فعل وأمراض الحساسية التي أساسها الخلايا الحمضية، وقد تساهم هذه المستقلبات أيضاً في نشوء بعض أنواع السرطان مثل سرطان البروستاتا والثدي والرئة والمبيض والبنكرياس. في بعض هذه الأنواع من السرطانات، قد يتم ذكر ALOX5 بشكل مبالغ به، فكل من 5-Oxo-ETE وإلى حد ما 5-HETE يعملان على تحفيز سلاسل الخلايا البشرة المستمدة من هذه السرطانات لتتكاثر بدورها، ويتسبب التثبيط الدوائي لـ ALOX5 في سلاسل الخلايا البشرة هذه بموتها عن طريق الاستماتة التي تمثل عملية موت الخلية المبرمج. وقد تبين أيضاً أن ALOX5 ومستقلبه LTB4 بالإضافة إلى مستقبلات هذا المستقلب  BLT1 و BLT2 تعزز من نمو أنواع مختلفة من سلاسل خلايا السرطان البشرية في البيئة التي تتواجد بها. تسهم كل من LTC4 و LTD4 و LTE4 في ردات الفعل التحسسية التي تصيب الشعب الهوائية مثل الربو وبعض ردات الفعل التي تصيب الشعب الهوائية وليس لها علاقة بالحساسية وأمراض الرئة الأخرى التي تتضمن ضيق الشعب الهوائية عن طريق انقباض هذه الممرات الهوائية والإصابة بالتهاب الشعب الهوائية ونفاذية الأوعية الدموية الدقيقة وإفراز المخاط، كما أنها تسهم في مختلف ردود الفعل التحسسية وغير التحسسية والتي تضم التهاب الأنف والتهاب الملتحمة والشرية. وقد تم إثبات أنّ بعضاً من لوكوترايينات الببتيد عملت على تحفيز زيادة نمو سرطان الثدي المزروع في الإنسان وسلاسل خلايا سرطان الدم الليمفاوية المزمنة، مما يشير إلى أن ALOX5 قد يسهم في تطور هذه الأمراض.
يعد LxA4 و LxB4 عضوان متخصصان في تصنيف الوسطاء المؤيدة لوجود حل علاجي والتابعة لمستقلبات الأحماض الدهنية المتعددة غير المشبعة، ويشكلان لاحقاً العوامل الكيميائية المستمدة من ALOX5 في الاستجابة الالتهابية، ويعتقد أنها تعمل على الحد من أو حل هذه الاستجابات مثل تثبيط دخول كريات الدم البيضاء إلى الأنسجة المصابة بالالتهاب مما يعمل على تثبيط عمل كريات الدم البيضاء المسببة للالتهابات ويخرجها من موقع الالتهاب ويحفز عملية استماتتها.

### حمض الميد
يعتبر حمض الميد (حمض5Z,8Z,11Z-eicosatrienoic) مطابقاً لـAA باستثناء أن له رابطاُ واحداً وليس مزدوج بين كربونه 15 و 16. يستقلب ALOX5 حمض الميد إلى 3 سلاسل تحتوي 3 روابط مزدوجة من مستقلبات الأيض AA الخاصة به والتي تحتوي 4 سلاسل وهي    
5(S)-hydroxy-6E,8Z،11Z-eicosatrienoic acid (5-HETrE)، 5-oxo-6,8,11-eicosatrienoic acid (5-oxo-ETrE)، LTA3, LTC3. يعمل LTA3 على منع هيدروليز LTA، وبالتالي تنتج خلايا استقلاب حمض الميد القليل من  LTB3 ويتم منعها من استقلاب حمض الأراكيدونيك إلى LTB4. من ناحية أخرى، فإن 5-oxo-ETrE فعال تقريباً مثل 5-oxo-ETE بدوره كعامل كيميائي مرتبط بالخلايا الحمضية ويمكن أن يساهم  في تطوير استجابات الحساسية الفسيولوجية والمرضية. وعلى نحو محتمل، فإن نفس المسارات الأيضية التي تتبع ALOX5 في استقلاب حمض الأراكيدونيك إلى الأيض المكون من 4 سلاسل تعمل أيضاً على حمض الميد لتشكيل هذه المنتجات.

### حمض الإيكوسابنتاينويك
يستقلب ALOX5 الحمض الدهني أوميغا-3  وحمض  الإيكوسابنتاينويك (EPA، 4Z,8Z,11Z,14Z,17Z-eiosapentaenoic حمض) إلى حمض hydroperoxy eicosapentaenoic والذي يتحول بعد ذلك إلى منتجات ذات 5 سلاسل متشابهة في تكوينها مع نظيرها من حمض الأراكيدونيك وحمض 5-hydroxy-eicosapentaenoic  (5-HEPE) وحمض 5-oxo-eiocosapentaenoic (5-oxoHEPE) و LTB5 و LTC5 و LTD5 و LTE5. ويفترض أن نفس المسارات الأيضية التي تتبع ALOX5 في استقلاب حمض الأراكيدونيك إلى الأيض المكون من 4 سلاسل تعمل أيضًَا على EPA لتشكيل هذه المنتجات المكونة من 4 سلاسل.  يتعاون ALOX5 كذلك مع إنزيمات ليبوأكسيجيناز أو سيكلوأكسجيناز أو سيتوكروم بي450 في مسارات التمثيل الغذائي التسلسلي لاستقلاب EPA إلى Resolvins في السلسلة E.  يتعاون ALOX5 كذلك مع إنزيمات ليبوأكسيجيناز أو سيكلوأكسجيناز أو سيتوكروم بي450 في مسارات التمثيل الغذائي التسلسلي لاستقلاب EPA إلى Resolvins في السلسلة E والمتمثلة بـ E1 (RvE1) و RvE2.
تعتبر 5-HEPE و 5-oxo-HEPE و LTB5 و LTC5 و LTD5 و LTE5 أقل فاعلية بشكل عام في تنشيط الخلايا والأنسجة مقارنة بنظيرها حمض الأراكيدونيك، حيث أن إنتاجهم مرتبط بتقليل  إنتاج حمض الأراكيدونيك مما يجعلها تعمل بشكل غير مباشر على تقليل الأنشطة المؤيدة للالتهابات والمسببة للحساسية لنظائرها المشتقة من حمض الأراكيدونيك. يعد كل من RvE1 و ReV2 بمثابة وسيطين مختصين في إيجاد حلول لمعالجة الالتهابات وردود الأفعال الأخرى.

### حمض الدوكوساهكساينويك
يعمل ALOX5 في سلسلة مع ALOX15 لاستقلاب الأحماض الدهنية أوميغا 3 وحمض الدوكوساهكساينويك ( DHA، حمض 4Z,7Z,10Z,13Z,16Z,19Z-docosahexaenoic) إلى سلسلة D resolivins.
تلعب مكونات سلسلة D resolivins (RvD1، RvD2، RvD3، RvD4، RvD5، RvD5، AT-RVD1، AT-RVD2، AT-RVD3، AT-RVD4، AT-RVD5، AT-RVD6) دور الوسيط المختص في إيجاد حلول للالتهابات وتعزيز التئام الأنسجة والحد من الألم الذي تسببه الالتهابات.

## الدراسات المعدلة وراثيا
أظهرت الدراسات التي أجريت على أنظمة الحيوانات النموذجية والتي قامت بحذف أو زيادة جين Alox5 نتائج متناقضة. مثلاً، أدى زيادة Alox5 في الفئران إلى تقليل الضرر الذي تسببه بعض الأنواع بالإضافة إلى زيادة الأضرار التي تسببها أنواع أخرى من مسببات الأمراض الغازية من جهة ثانية، وقد يكون هذا انعكاساً لتنظيم المستقلبات التي ينتجها إنزيم Alox5 والتي يمتلك بعضها نشاطات مضادة مثل العوامل الكيميائية المؤيدة للالتهابات والوسطاء المتخصصين المؤيدين للالتهابات.
كذلك أظهرت الدراسات التي أجريت على أنظمة الحيوانات النموذجية والتي قامت بحذف أو زيادة جين Alox5 نتائج متناقضة. مثلاً، أدى زيادة Alox5 في الفئران إلى تقليل الضرر الذي تسببه بعض الأنواع بالإضافة إلى زيادة الأضرار التي تسببها أنواع أخرى من مسببات الأمراض الغازية من جهة ثانية، وقد يكون هذا انعكاساً لتنظيم المستقلبات التي ينتجها إنزيم Alox5 والتي يمتلك بعضها نشاطات مضادة مثل العوامل الكيميائية المؤيدة للالتهابات والوسطاء المتخصصين المؤيدين للالتهابات. قد تختلف وظائف Alox5 ووظائف ALOX5  البشرية على نطاق واسع وفقاً للعوامل التي تحفزها وأنواع الأيض التي تشكلها، ومن هذه العوامل طبيعة الأنسجة المحددة تستجيب لها، والأوقات (وقت مبكر أو متأخر) التي يتم فيها مراقبة الوضع، بالإضافة إلى عوامل عديدة أخرى.
إن الفئران التي تعطل بها جين Alox5 تكون أكثر عرضة لتطور المضاعفات المرضية للعدوى التجريبية لأمراض الكلبسيلة رئوية والبوريليا البرغدورفيرية ووباراسكوديويديس برازيلينسيس. في إحدى نماذج تعفن الدم الناجمة عن ثقب، أظهرت نتائج الفئران التي تعطل فيها جين ALOX5 انخفاضاً في عدد الخلايا الحبيبية المتعادلة وزيادة في عدد البكتيريا التي تراكمت في الصفاق الذي يبطن جوف البطن. من ناحية أخرى، أظهرت الفئران التي تعطل فيها جين ALOX5 مقاومة محسنة وتأثر أقل بعدوى البروسيلة المجهضة والتريبانوسوما الكروزية في أشد مراحلها على الأقل. علاوة على ذلك، فقط أظهرت الفئران التي لا يتواجد فيها Alox5 تأثراً يزداد سوءًا بفضل الالتهابات وفشل في التعامل مع الاستجابات المتصلة بالالتهابات ونسبة منخفضة للبقاء على قيد الحياة في النماذج التجريبية لمرض الفيروس التنفسي المخلوي البشري وداء لايم والمقوسة الغوندية وإصابة القرنية.
تشير هذه الدراسات إلى أن Alox5 يمكن أن يؤدي مهمة وقائية عن طريق توليد محفزات الأيض مثل العوامل الكيميائية التي تتراكم في نظام المناعة الفطرية. ومع ذلك، تعتبر إزالة الالتهاب أيضاً وظيفة يقوم بها Alox5 من خلال المساهمة في إنتاج وسطاء متخصصين في حل العقاقير المضادة للالتهابات (SPMs) في بعض أنظمة النماذج التي تدرس التهابات القوارض. تبرهن هذه الدراسات الوراثية أن ALOX5 إلى جانب العوامل الكيميائية و SPMs  قد تؤدي وظائف مسببة للالتهابات ومضادة للالتهابات في نفس الوقت في جسم الإنسان.
أظهرت الفئران ذات جين Alox5 المتعطل زيادة في حجم ورم الرئة وورم الكبد وسرطان الرئة التي تم زرعها مباشرة في رئتيها، وتختلف هذه النتيجة عن العديد من الدراسات المخبرية التي أجريت على ALOX5 إلى جانب محفزات الأيض مع القيام بتحفيز نمو الخلايا السرطانية، مما أوجد أن بعض محفزات الأيض المتواجدة في الفئران التي تحتوي Alox5 تمنع نمو الخلايا السرطانية. تشير الدراسات في هذا النموذج إلى أن Alox5 الذي يعمل من خلال واحد أو أكثر من نواتجه الأيضية يقلل نمو وتطور سرطان  من خلال حشد خلايا CD4+  تي المساعدة المثبطة للسرطان وخلايا CD8+ تي القاتلة إلى مواقع تواجدها. يعكس هذا الاختلاف المذهل بين الإنسان في الواقع والفئران في المختبر الاختلافات في الأنواع والفرق بين المختبر والتطبيق الواقعي الفعلي في جسم الإنسان واختلافات أنواع الخلايا السرطانية من جهة وظيفتها في ALOX5 / Alox5.

## الأهمية العلاجية

### الالتهابات
تشير الدراسات المتضمنة لدورALOX5 في المساهمة في المناعة الفطرية من خلال لعب دور في زيادة استجابات الالتهابات لمجموعة واسعة من الاصابات الخطيرة مثل العدوى والصدمات والحروق. يساهم ALOX5 كذلك في تطور الاستجابات الفطرية المفرطة والمزمنة مثل التهاب المفاصل الروماتويدي والتصلب العصيدي وأمراض الأمعاء الالتهابية وأمراض المناعة الذاتية. تعكس هذه الوظائف المزدوجة قدرة ALOX5 على تشكيل التالي:
- العامل الكيميائي الفعال LTB4 والعامل الكيميائي الأضعف5S-HETE والذي يعمل على جذب وتنشيط الخلايا التي تحفز الالتهاب مثل كريات الدم البيضاء المنتشرة والخلايا ذات الزوائد.
- الليبوكسين وفصيلة من SPMs التي تثبط هذه الخلايا بالإضافة إلى الاستجابات الالتهابية بصورة شاملة.

### الحساسية
يساهم ALOX5 في نشوء تفاعلات وأمراض الحساسية والتهابات الحساسية مثل التهاب الأنف التحسسي والتهاب الملتحمة والربو والطفح الجلدي والأكزيما. يعكس هذا النشاط تشكيله لـ أ) LTC4 و LTD4 و LTE4 التي تعزز نفاذية الأوعية الدموية وتقلص العضلات الملساء في الشعب الهوائية وتفعيل هذه الأنسجة، وب) LTB4 و 5-oxo-ETE وهي عوامل ومنشطات كيميائية للنشاط الخلوي الذي يشجع مثل هذه التفاعلات في الخلايا الحمضية التي تحفز هذه الاستجابات.
يعمل 5-Oxo-ETE و5S-HETE معاً مع وسيط آخر مسبب للحساسية وعامل تنشيط الصفائح الدموية لتحفيز وتنشيط الخلايا الحمضية.

### تفاعلات فرط الحساسية
يساهم ALOX5 في التفاعلات التي لا تسبب حساسية للجهاز التنفسي والجلد مثل الربو الناجم عن الأسبرين وتفاعلات فرط الحساسية التي تسببها مضادات الالتهاب غير الاستيرودية والتهاب الأنف غير التحسسي الناجم عن مضادات الالتهاب غير الاستيرودية والوَذَمَةٌ الوِعائِيَّة الناجمة عن مضادات الالتهاب غير الاستيرودية والشرية الناجمة عن مضادات الالتهاب غير الاستيرودية، وقد يسهم أيضاً في استجابات فرط الحساسية للجهاز التنفسي بسبب الهواء البارد أو المشروبات الكحولية. من الممكن أن تتضمن هذه الاستجابات المرضية نفس المستقلبات المكونة لـ ALOX5  التي تعزز ردود الفعل التحسسية.

### العقاقير التي تثبط ALOX5
تشير الأنسجة والنماذج الحيوانية والدراسات الجينية الحيوانية والبشرية اعلاه إلى وجود ALOX5 في مجموعة واسعة من الأمراض تشمل التالي:
- الاستجابات الالتهابية المفرطة لمسببات الأمراض والصدمات النفسية والحروق وغيرها من أشكال إصابة الأنسجة.
- الأمراض الالتهابية المزمنة مثل التهاب المفاصل الروماتويدي والتصلب العصيدي وأمراض الأمعاء الالتهابية وأمراض المناعة الذاتية ومرض الزهايمر.
- الحساسية وتفاعلات التهابات الحساسية  مثل التهاب الأنف التحسسي والتهاب الملتحمة والربو والطفح الجلدي والأكزيما.
- التفاعلات الحادة غير التحسسية مثل الربو والتهاب الأنف والتهاب الملتحمة والوذمة الوعائية والشرى.
- تطور بعض أنواع السرطان مثل سرطان البروستاتا والبنكرياس. ومع ذلك، فإن الاستخدام العلاجي للعقاقير التي تمنع ALOX5 من علاج أي من هذه الأمراض كان ناجحًا مع دواء الزيلوتون فقط عند تحضيره بطريقة محكمة.

تمت الموافقة على دواء الزيلوتون في الولايات المتحدة للوقاية من وعلاج  الربو التحسسي، كما أنه يستخدم لعلاج ردود الفعل المزمنة غير المثيرة للحساسية مثل تفاعلات الرئة والأنف والملتحمة التي تنجم عن مضادات الالتهاب غير الاستيرودية، وكذلك لعلاج الربو الناجم عن ممارسة الرياضة. أظهر دواء الزيلوتون بعض نتائج إيجابية في التجارب السريرية لعلاج التهاب المفاصل الروماتويدي ومرض التهاب الأمعاء والصدفية، ويخضع حالياً للمرحلة الثانية من دراسة فاعليته لعلاج حب الشباب الخفيف إلى المعتدل على البشرة، وهو كذلك في المرحلة الأولى من دمجه مع الإيماتينب لعلاج ابيضاض الدم النقوي المزمن. يتسبب الزيلوتون وzileuton CR  بارتفاع في إنزيمات الكبد لدي 2% من المرضى، لذلك لا يتم تناول الدواءين معاً بالنسبة للمرضى الذين يعانون من مرض الكبد النشط أو ارتفاع الإنزيمات الكبدية أكثر من ثلاثة أضعاف الحد الأعلى الطبيعي. يجب تقيييم وظائف الكبد قبل البدء بتناول أي من هذه الأدوية لمدة 3 أشهر في البداية، ومن ثم 2-3 أشهر لبقية السنة الأولى، ويتم القيام بذلك بعد ذلك بشكل دوري. هذا ويجدر بالذكر أن دواء الزيلوتون يمتلك دواء صورة سيئة في المجال الدوائي.  بالنظر إلى هذه العلة، فإن هناك أدوية أخرى تستهدف ALOX5 قيد الدراسة حالياً.

### فلافوأكسيد (Flavocoxid)
Flavocoxid هو مزيج خاص من البيوفلافونويدات النقية المشتقة من النباتات بما في ذلك البايكالين والكاتيكين، ويعمل على تثبيط COX-1 و COX-2 و ALOX5 في المختبر والنماذج البشرية. تمت الموافقة على استخدامه كدواء في الولايات المتحدة منذ عام،2004 وهو متاح بوصفة طبية للاستخدام في حالة التهاب المفاصل المزمن في أقراص من 500 ملغ تحت الاسم التجاري ليمبرل. ومع ذلك، فقد حدثت ارتفاعات في إنزيمات الكبد في مصل الدم في ما نسبته 10% من المرضى الذين يتلقون العلاج بفلافواكسيد "flavocoxid therapy" على الرغم من أن الارتفاعات التي تزيد عن 3 أضعاف الحد الأعلى الطبيعي لم تحدث إلا بين ما نسبته 1-2% من المتلقين للعلاج. وعلى كل الأحوال، فقد كشفت العديد من التقارير عن إصابة كبد حادة ظاهرة سريرياً بسبب الفلافوكسيزيد.

### الستالوتين (Setileuton)
يمتاز بأنه (MK-0633) أكمل المرحلة الثانية من التجارب السريرية لعلاج الربو ومرض الرئة الانسدادي المزمن وتصلب الشرايين (NCT00404313 وNCT00418613 وNCT00421278، في حين أن PF-4191834 أكمل المرحلة الثانية في دراسات علاج الربو (NCT00723021).

### هيبورفين (Hyperforin)
يمثل الجزء النشط من نبتة القديس يوحنا المثقبة، وهو نشط في تركيزات الميكرومولار لتثبيط ALOX5. يوصف Indirubin-3'-monoxime المشتق من شبه قلوي طبيعي  على أنه  مثبط ALOX5 انتقائي فعال في مجموعة من أنظمة النماذج الخالية من الخلايا وأخرى تحتوي خلايا. بالإضافة إلى ذلك، فإن الكركمين الذي يعتبر أحد مكونات نبات الكركم يعد مثبط 5-LO  وفقاً لما ورد في الدراسات المختبرية للإنزيم.
على الرغم من أن دواء واحد مثبط لـALOX5 أثبت فاعليته في علاج الأمراض التي تصيب الإنسان، إلا أنّ الأدوية الأخرى التي تتمحور حول ALOX5 هي قيد الاستخدام السريري. كل من المونتيلوكاست والزافيرلوكاست والبرانلوكاست تعد معاكسة لمستقبلات "  Cysteinyl leukotriene receptor 1 " كل من المونتيلوكاست والزافيرلوكاست والبرانلوكاست تعد معاكسة لمستقبلات التي تسهم في تفاعلات LTC4  و LTD4 و LTE4. هذه الأدوية شائعة الاستخدام في العلاج الوقائي والعلاج المزمن لأمراض الربو ذات الأساس التحسسي وغير التحسسي وأمراض التهاب الأنف، ويكون مفيدًا أيضاً في علاج توقف التنفس أثناء النوم في مرحلة الطفولة بسبب تضخم الغدة.
وإلى اليوم، لم تتحول أي من المثبطات المركبة LTB4 (حاصرات ALOX5 أو هيدرولاز LTA4) أو مثبطات مستقبلات LTB4 (BLT1 و BLT2) إلى أدوية فعالة مضادة للالتهابات. إضافة إلى ذلك، فقد أثبتت حاصرات LTC4 و LTD4 
ومركبات LTE4 (مثبطاتALOX5 ) ومعاكس المستقبلات LTC4 و LTD4 ومضادات مستقبلات LTC4 و LTD4 أنها أدنى من الكورتيكوستيرويدات كعلاج دوائي وحيد لعلاج الربو المستمر خاصة  للمرضى الذين يعانون من انسداد مجرى الهواء. تضاف مثبطات اللوكوترين كدواء ثانِ إلى الكورتيكوستيرويد، وقد بدت أقل فاعلية من أدوية ناهضات بيتا 2 الأدرينالية في علاج الربو.

## علم الوراثة البشرية
يساهم ALOX5 في تكوين مستقلبات PUFA التي تعزز اللوكوترايينات و 5-oxo-ETE، وتمنع أيضاً الأمراض عن طريق المستقلبات (lipoxins، resolvins) وبالتالي فإن وجود خلل معين في تعبير أو نشاط ALOX5 بسبب الاختلافات في جينه قد يعزز أو يمنع الالتهاب اعتماداً على الأدوار النسبية لمحفزات الأيض في تنظيم نوع محدد من التفاعل للذي يتم فحصه. علاوة على ذلك، تتأثر تفاعلات الأنسجة المرتبطة بـALOX5 والتي تم دراستها إلى اليوم بالعديد من المتغيرات الوراثية والبيئية والتنموية والتي قد تؤثر في نتائج الاختلافات في تعبير أو وظيفة ALOX5. وبالتالي، فقد تتفاوت الاختلافات في جين ALOX5 وفقاً للسكان والأفراد المشمولين بالدراسة.

## الربو التحسسي
يمتلك المحفز الرئيسي في جين ALOX5 البشري عادة خمس عمليات تكرار GGGCCGG والتي بدورها تربط عامل النسخ Sp1 وبالتالي يتزايد نسخ الجين في ALOX5. أظهرت متغيرات الاقترانية الزيجوتية لنطاق محفز التكرارات الخمس في دراسة شملت 624 طفل مصاب بالربو في أنقرة-تركيا أن الأطفال كانوا أكثر عرضة للإصابة بالربو الحاد. ترتبط هذه المتغيرات بمستويات منخفضة من ALOX5 بالإضافة إلى إنتاج منخفض من  LTC4 في خلاياها الحمضية. تشير هذه البيانات إلى أن ALOX5 قد يسهم في تخفيف حدة الربو عن طريق استقلاب PUFA إلى وسطاء متخصصين في إيجاد الحلول العلاجية. يعمل تعدد أشكال النوكليوتيد المفرد في الجينات التي تحفز نشاط ALOX5 (بروتين منشط لـ 5-lipoxygenase) على استقلاب المنتج الأولي لـ ALOX5 و 5S-HpETE إلى LTB4 (الليكوترين-A4 هيدرولاز). المستقبلات الخلوية المسؤولة عن التوسط في الاستجابات لمنتجات ALOX التي تشمل LTC4 و LTD4 (CYSLTR1 و  CYSLTR2) ارتبطت مع وجود الربو في الدراسات السكانية الفردية. تشير هذه الدراسات إلى أن المتغيرات الوراثية قد تلعب دوراً قد يكون في بعض الأحيان  بسيطاً نسبياً في القابلية الإجمالية للإصابة بالربو التحسسي.

## التفاعلات غير التحسسية التي تسببها مضادات الالتهاب غير الاستيرودية
قد يسبب الأسبرين و مضادات الالتهاب الاستيرودية (NSAID) الأمراض التي تزيد من مضادات الالتهاب غير الاستيرودية (N-ERD). تم تصنيف هذه العناصر مؤخرًا إلى 5 مجموعات، حيث أن 3 منها لا تنتج عن آلية مناعية تقليدية وتتعلق بوظيفة ALOX5 وهي:
1. مرض الربو المتفاقم الذي يصيب الجهاز التنفسي  وتسببه مضادات الالتهاب غير الاستيرودية (NERD) ويشمل أعراض انسداد الشعب الهوائية و/أو ضيق النفس و/أو سيلان الأنف واحتقانه والذي يحدث بعد وقت قصير من تناول مضادات الالتهاب غير الاستيرودية من قبل المرضى الذين لديهم سجل مرضي من الربو و\أو التهاب الأنف.
2. مرض جلدي متفاقم بفضل الالتهاب غير الاستيرودية (NSAID) مثل الأمراض الجلدية و/أو الوذمة الوعائية التي تظهر بعد فترة قصيرة من تناول مضادات الالتهاب غير الاستيرودية من قبل المرضى الذين لديهم سجل مرضي من الشرية.
3. الشرية أو الوذمة الوعائية (NIUA) الناجمة عن مضادات الالتهاب غير الاستيرودية والتي تظهر أعراضها بعد فترة قصيرة من تناول مضادات الالتهاب غير الاستيرودية من قبل المرضى الذين ليس لديهم سجل مرضي من الشرية المزمنة.

يتنوع تعدد أشكال النوكليوتيدات المفردة (SNP) في جين ALOX5، ويرتبط ALOX5-1708 G>A بالربو الناتج عن مضادات الالتهاب غير الاستيرودية في المرضى الكوريين، وترتبط 3 متغيرات تتبع SNP ALOX5 وهي: rs4948672 و rs1565096
و rs7894352 بردود الفعل الجلدية المحفزة بواسطة مضادات الالتهاب غير الاستيرودية في المرضى الاسبان.

## تصلب الشرايين
تبين أن الأشخاص اللذين يحملون متغيريين من أصل خمس تكرارات مترادفة مسيطرة من المحفز المترابط Sp1 (GGGCCGG) في محفز جين ALOX5 في 470 موضع (البيض غير اللاتينيين 55.1%، اللاتينيون 29.6%، الآسيويون أو سكان جزر المحيط الهادئ 7.7%، الأمريكيون الأفارقة 5.3% وآخرون 2.3%)  يرتبطون بشكل إيجابي مع شدة تصلب الشرايين كما يظهر من خلال قياسات سمك الشريان السباتي الداخلي. تضمنت الأليلات المتغيرة محذوفات (واحدة أو اثنتين) أو إضافات (واحدة أو اثنتين أو ثلاث) من محفزات Sp1 بالنسبة للأليل المحتوي على خمس محفزات مترادفة.